# 이하음
이하음는 대한민국의 배우이다.

## 출연 작품

### 영화
- 《메소드연기》 (2020년) - 조감독 역
- 《나는보리》 (2020년) - 옷가게점원 역
- 《나는 오늘 꽃을 받았다》 (2017년)

### 드라마
- 《날씨가 좋으면 찾아가겠어요》 (2020년, JTBC)
- 《타인은 지옥이다》 (2019년, OCN)
- 《검색어를 입력하세요 WWW》 (2019년, tvN)